# Penlee Point (Rame)
Pour les articles homonymes, voir Penlee Point.

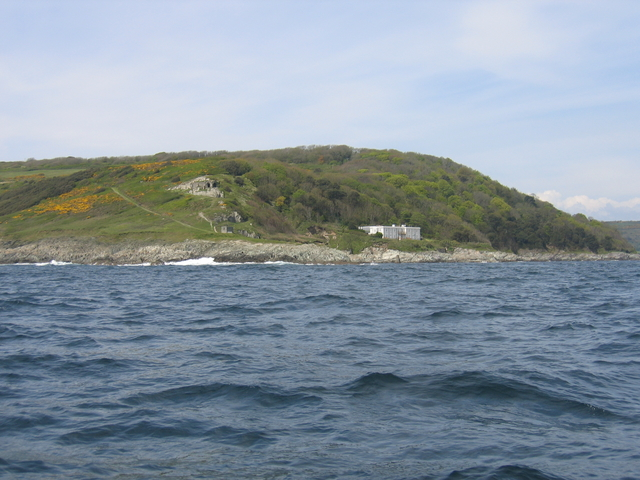
Vue de Penlee Point.

Penlee Point (cornique : Penn Legh) est un cap situé au bout de la péninsule de Rame en Cornouailles, au sud-ouest de l'Angleterre. Il marque l'entrée ouest de la baie de Plymouth.